# 아다드

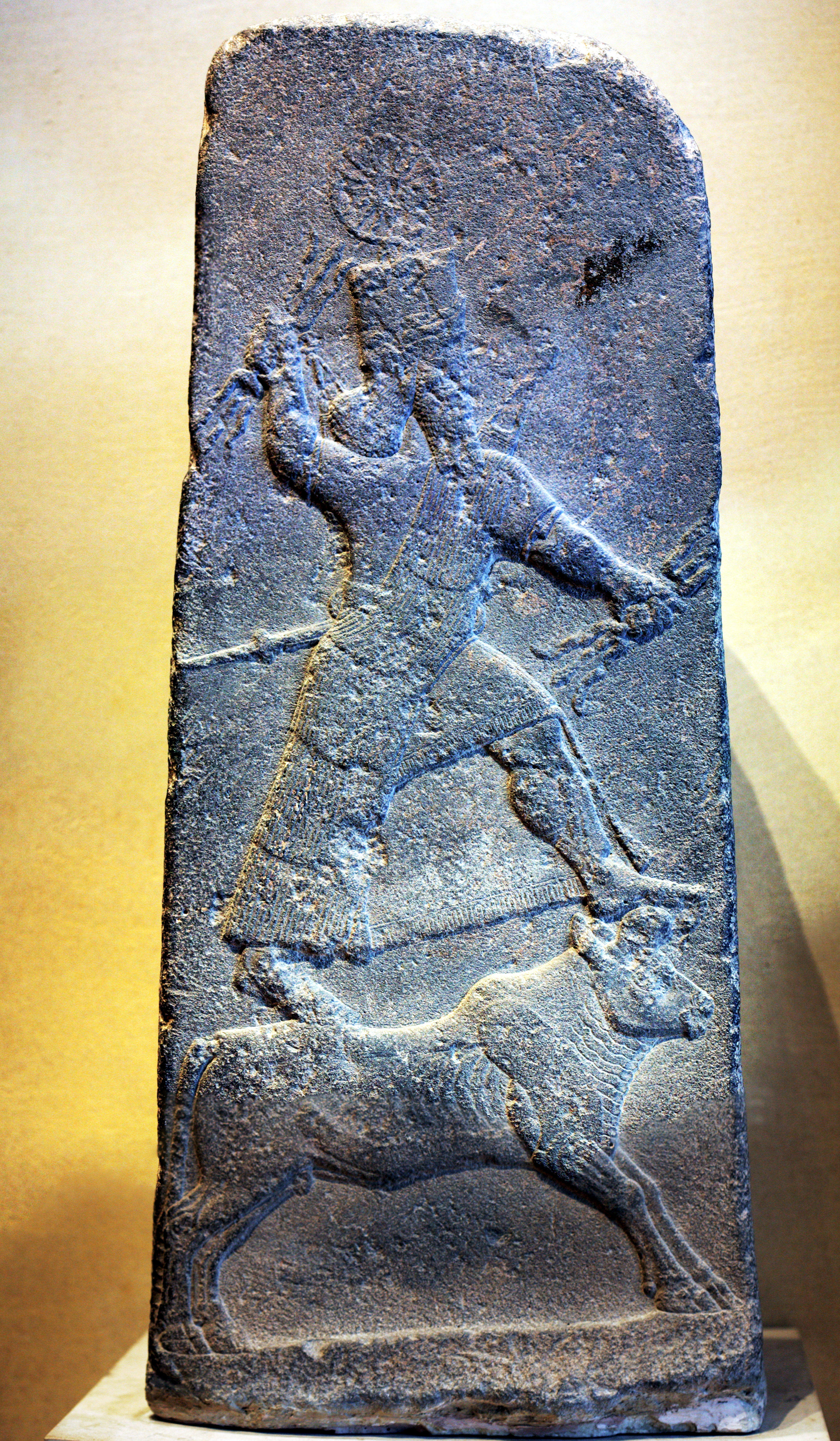

아카드의 아다드, 수메르의 이쉬쿠르는 바빌로니아와 아시리아 만신전에 속한 여러 신들 중 폭풍우 신의 이름이며, 북서 셈계의 하다드 신과 유사한 능력을 가졌다.
아다드는 람만(천둥신)과도 관련된다고 알려져 있으며, 아람의 리몬 신이 하다드라는 별칭을 사용하기도 한다.
(람만은 종래에는 별도의 바빌로니아 신으로 여겨졌으나, 아모리의 신 하다드와 동일 신으로 인정되었다.)
수메르의 이쉬쿠르는 파라에서 발련된 신의 목록에 나오지만 후의 아카드의 아다드에 비해 덜 중요하였다.
폭풍과 비가 남부 바빌로니아에서는 드물게 나타났으며, 그곳의 농업은 관개시설에 더 의존하였기 때문이다.
그 외에 엔릴 신과 닌우르타는 역시 폭풍신의 특색을 가졌는데, 그것은 이쉬쿠르의 독특성을 감소시키는 역할을 하기도 했다. 이쉬쿠르는 때로 그들의 조수 또는 동료로 나타난다.
엔키가 목적을 방해할 때, 그는 우주의 검사자 이쉬쿠르를 만들었다.
어떤 기도문에는 이쉬쿠르는 "위대한 빛나는 황소, 당신의 이름은 하늘"이라고 선언한다. 또 아누 신의 아들, 카르카라의 주인, 엔키의 쌍둥이 형제, 폭풍을 타는 주인, 하늘의 사자로 불린다.
다른 글에서 아다드/이쉬쿠르는 때로 달의 신 난나/신의 아들이며 우투/샤마슈와 이난나/이시타르의 형제이다. 그는 때로 엔릴의 아들이기도 하다.
아다드/이쉬쿠르의 배우자는 곡식의 여신 샬라였는데, 그녀는 때로 다곤 신과 관련된다.
그녀는 초기 교재에서 구바라 라 불리었다. 불의 신 기빌(또는 게라)는 때로 이쉬쿠르와 샬라의 아들로 등장한다.
아다드/이쉬쿠르와 관련된 특별한 동물은 황소이다. 그러므로 자연스럽게 아나톨리아의 폭풍신 테슙과 동일시된다.
때로 아다드/이쉬쿠르는 아모리의 신 아무루 신이라고 여기기도 한다.
아다드/이쉬쿠르의 숭배의 바빌로니아 중심은 남부의 카르카라였다. 그 주요 사원은 에-카르카라였고 그의 배우자 샬라는 에-두르쿠라는 이름의 사원에서 숭배되었다. 그러나 아시리아인들도 아다드를 숭배하였는데, 특히 그의 전사적 특색을 높이 평가했기 때문이다.
아시리아에서 티그라트-필레세르 1세(재위 1115~1077 BC)의 치세부터 아다드는 아누와 함께 아슈르의 성소를 공유하였다. 아다드는 아시리아 왕의 이름에 자주 발견된다.

샴시와 아다드는 조합하여 현자와 성자의 신이 된다.
이쉬쿠르 이름 아래의 아다드는 큰 그릇의 이름이다.